# Episodi di The King of Queens (settima stagione)
La settima stagione della serie televisiva The King of Queens, composta da 22 episodi, è andata in onda negli Stati Uniti sul canale CBS dal 27 ottobre 2004 al 18 maggio 2005.
| nº | Titolo originale      | Titolo italiano               | Prima TV USA     | Prima TV Italia |
| -- | --------------------- | ----------------------------- | ---------------- | --------------- |
| 1  | Lost Vegas            |                               | 27 ottobre 2004  |                 |
| 2  | Dugan Groupie         | Carrie in carriera            | 3 novembre 2004  |                 |
| 3  | Furious Gorge         | Fame compulsiva               | 10 novembre 2004 |                 |
| 4  | Entertainment Weakly  | L'imitatore                   | 24 novembre 2004 |                 |
| 5  | Name Dropper          | Vuoto di memoria              | 1º dicembre 2004 |                 |
| 6  | Offtrack... Bedding   | Genitori allo sbaraglio       | 8 dicembre 2004  |                 |
| 7  | Silent Mite           | Questione di altezza          | 15 dicembre 2004 |                 |
| 8  | Awed Couple           | Cercasi coppia disperatamente | 5 gennaio 2005   |                 |
| 9  | Cologne Ranger        | Profumo di libertà            | 12 gennaio 2005  |                 |
| 10 | Domestic Disturbance  | La guerra degli Heffernan     | 19 gennaio 2005  |                 |
| 11 | Pour Judgment         | Scarse attitudini             | 26 gennaio 2005  |                 |
| 12 | Gym Neighbors         | Il personal trainer           | 9 febbraio 2005  |                 |
| 13 | Gorilla Warfare       | Romantico Doug                | 16 febbraio 2005 |                 |
| 14 | Hi, School            | Ritorno al liceo              | 23 febbraio 2005 |                 |
| 15 | Deconstructing Carrie | Crisi da compleanno           | 2 marzo 2005     |                 |
| 16 | Black List            |                               | 16 marzo 2005    |                 |
| 17 | Wish Boned            |                               | 30 marzo 2005    |                 |
| 18 | Van, Go               |                               | 6 aprile 2005    |                 |
| 19 | Ice Cubed             |                               | 13 aprile 2005   |                 |
| 20 | Catching Hell         |                               | 20 aprile 2005   |                 |
| 21 | Slippery Slope        |                               | 9 maggio 2005    |                 |
| 22 | Buy Curious           |                               | 18 maggio 2005   |                 |